# 伊鲁古尔
伊鲁古尔（Irugur），是印度泰米尔纳德邦Coimbatore县的一个城镇。总人口18602（2001年）。

## 人口
该地2001年总人口18602人，其中男性9367人，女性9235人；0—6岁人口1606人，其中男817人，女789人；识字率73.05%，其中男性为80.43%，女性为65.57%。